# Collectie Vlaanderen

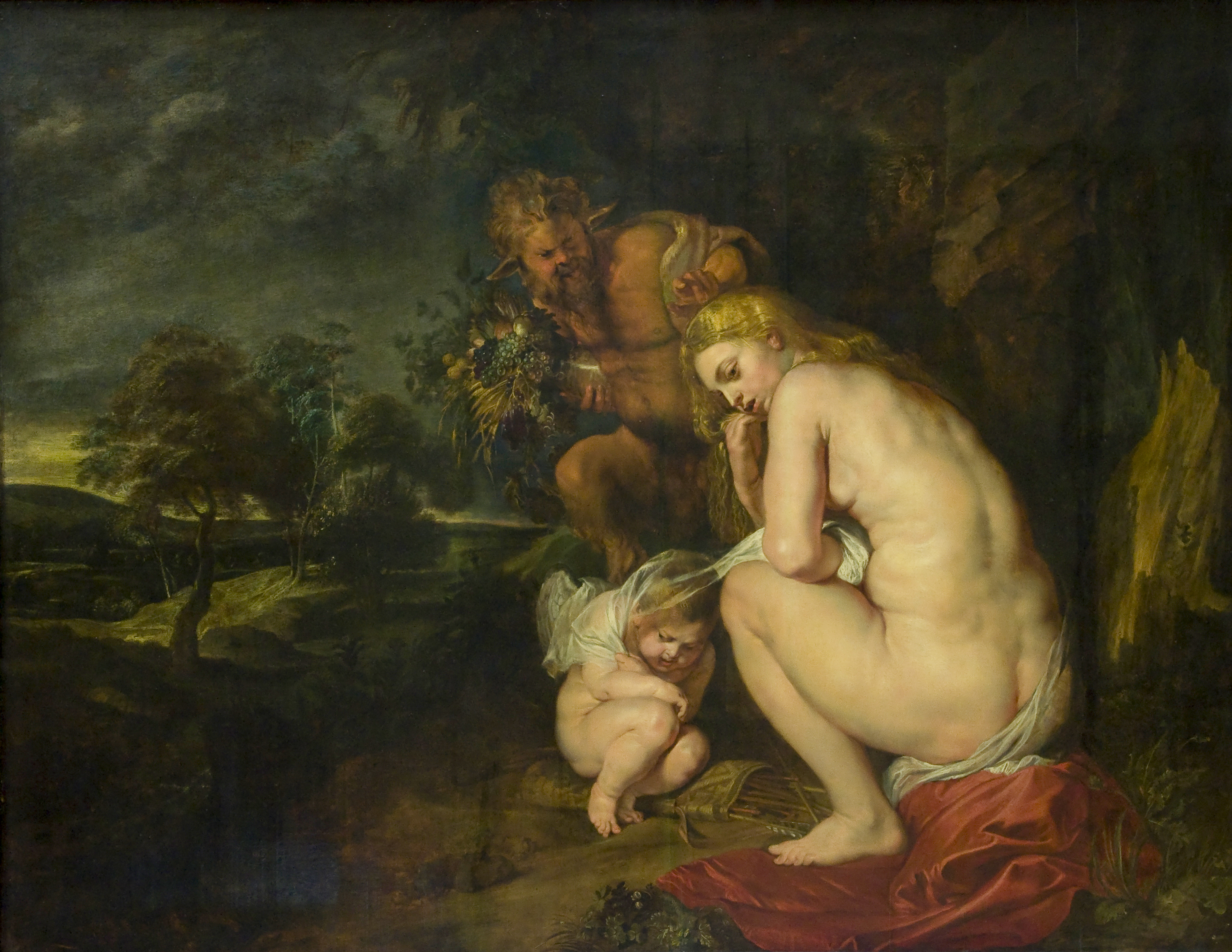
Venus frigida van Peter Paul Rubens in het KMSKA

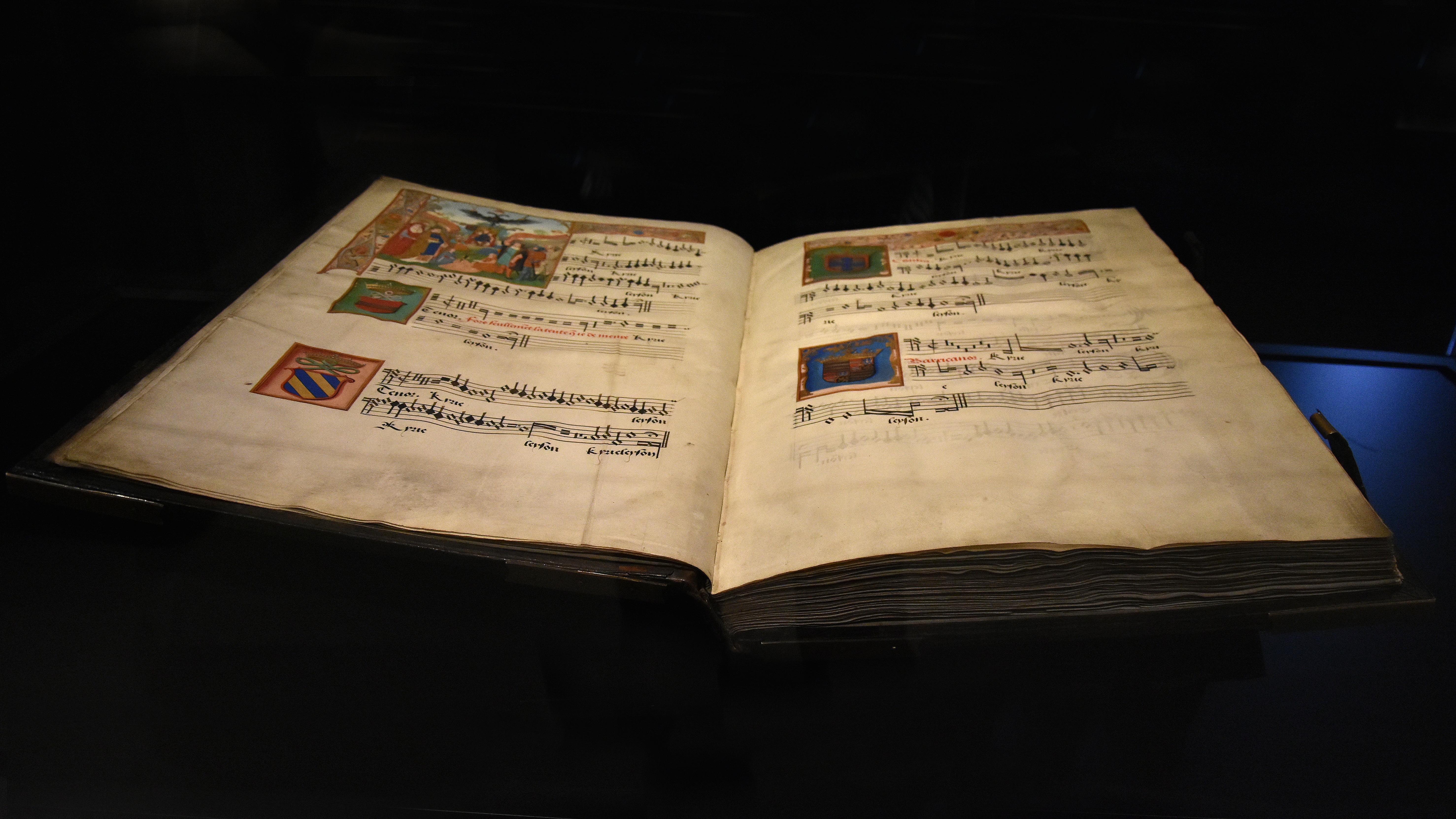
Het Mechels koorboek of Koorboek van Margaretha van Oostenrijk (ca.1515), vervaardigd in het atelier van Petrus Alamire - Museum Hof van Busleyden

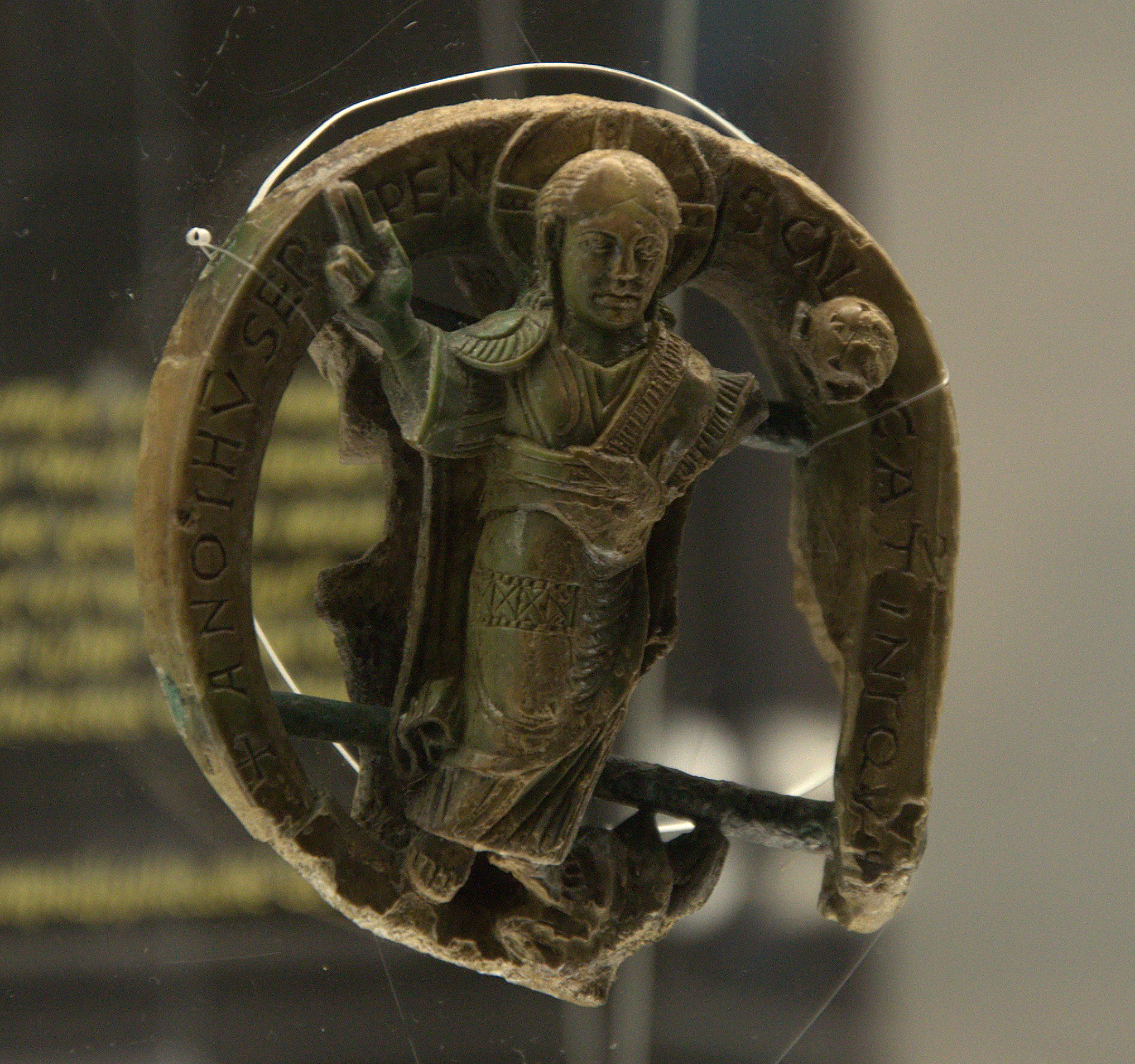
Kromstaf van Ename in het Provinciaal Archeologisch Museum (Ename)

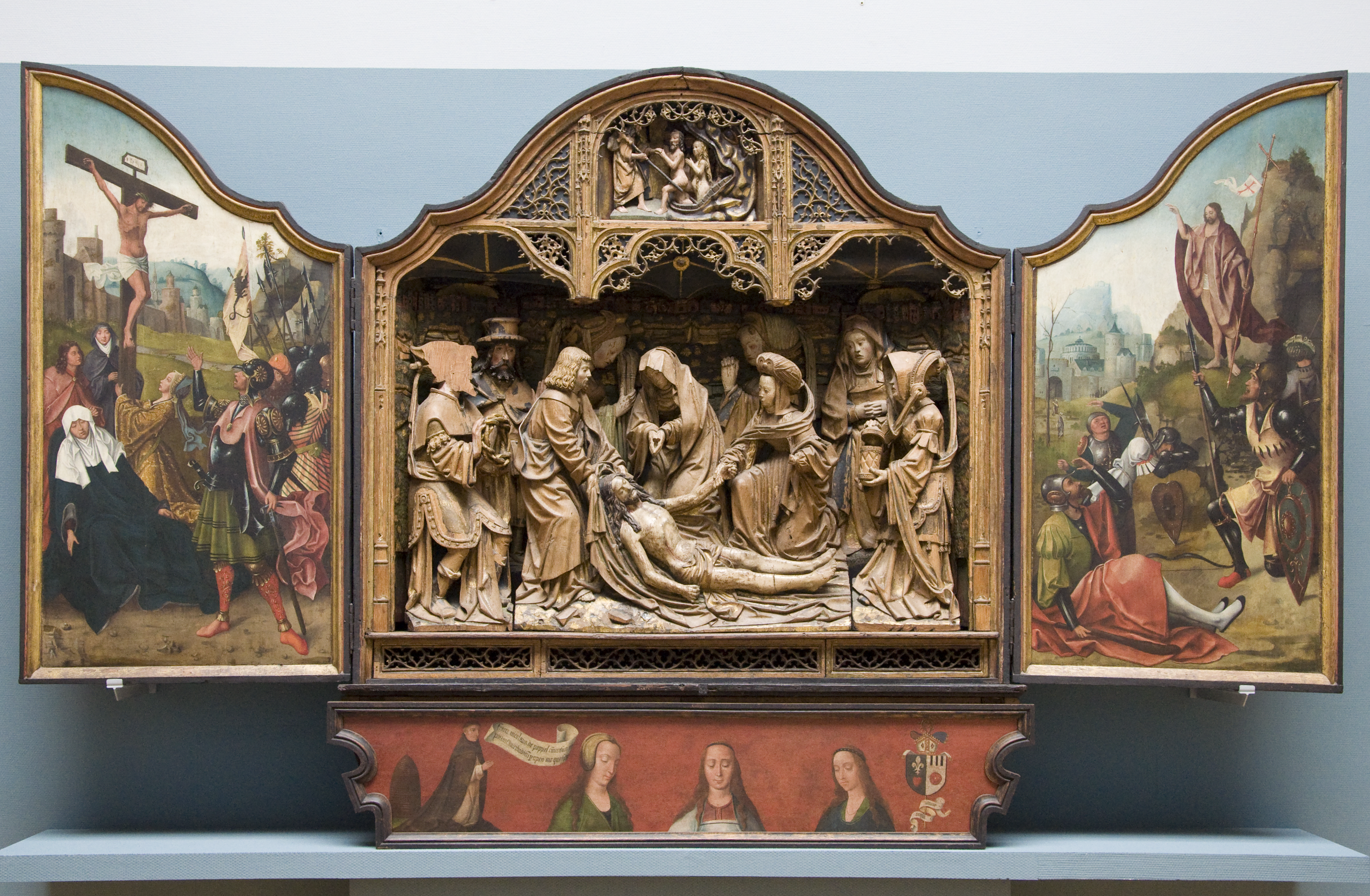
Passieretabel van Averbode door Jacob van Cothem

De Collectie Vlaanderen bestaat uit een collectie kunstvoorwerpen aangekocht door de Vlaamse Gemeenschap die beheerd en in bruikleen gegeven worden aan verschillende geografisch verspreide erfgoedinstellingen in het Vlaamse Gewest.

## Achterliggende gedachte
Om een halt toe te roepen aan de sinds lang aan de gang zijnde uitverkoop van belangrijke kunstwerken die behoren tot het collectieve geheugen zag het Topstukkendecreet het licht. Dat decreet verplicht de Vlaamse regering tot het opstellen van een limitatieve lijst van cultuurgoederen en verzamelingen die omwille van hun bijzondere betekenis op archeologisch, historisch, cultuurhistorisch, artistiek of wetenschappelijk vlak voor de Vlaamse Gemeenschap behouden dienen te worden. Van de op deze lijsten voorkomende kunstwerken alsook het immateriële Vlaamse erfgoed verkrijgt de Vlaamse Gemeenschap een voorkooprecht. Met een speciaal daartoe voorzien budget werd er sinds 2004, 4 miljoen euro uitgegeven voor aankopen van uitzonderlijke stukken. Voor 2008 stond er 5 miljoen euro ingeschreven op de begroting voor de aankoop van uitzonderlijk geachte topstukken. Cultuurminister Bert Anciaux overwoog ook om werk van hedendaagse Vlaamse kunstenaars aan te kopen.
Door de ontstane bruiklenen aan grote musea in Vlaanderen kunnen deze hun collectie op een kwalitatief hoogstaand peil houden en de concurrentie met het buitenland aangaan. De aanwezigheid van een topstuk in de collectie straalt ook af op het museum en verleent aan het bezoek ervan een meerwaarde. Men denkt in dit verband aan de Mona Lisa van het Louvre of Meisje met de parel van Johannes Vermeer in het Haagse Mauritshuis.

## Kenmerken
De Collectie Vlaanderen voldoet aan de volgende kenmerken (zie ook Topstukkendecreet):
- Het is een materiële en een virtuele digitaal ontsloten collectie
- Het betreft zowel een actuele als een historische collectie van documentaire informatie en archivalische bestanden
- De prioriteit om een object aan te kopen wordt gelegd bij het cultureel erfgoed

## Overzicht aankopen sinds 2004

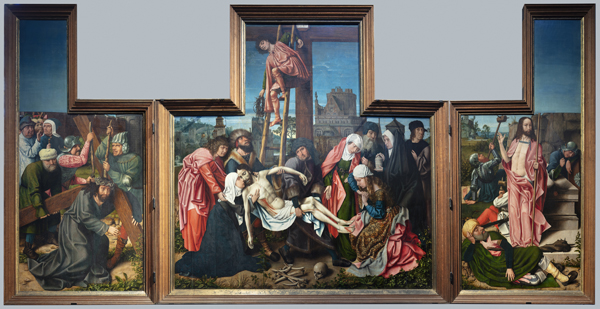
Nood Gods van de Meester van Frankfurt (Watervliet) (opneming 2009)

- 2004: Christus aan het volk getoond, tekening van James Ensor. In bruikleen naar Museum voor Schone Kunsten te Gent. Aankoopprijs € 350 000.
- 2005: Prova-car van Panamarenko. In bruikleen naar het Muhka te Antwerpen. Aankoopprijs € 364 000.
- 2006: Pense-Bête, een installatie uit 1964 van Marcel Broodthaers, in bruikleen naar het SMAK te Gent. Dit museum bezit reeds een aantal topwerken van de kunstenaar. Aankoopprijs € 400 000.
- 2007: Pierrot en een skelet in het geel van James Ensor. Aankoopprijs 1,5 miljoen euro. In bruikleen aan het Museum voor Schone Kunsten te Gent.
- 2008: Gregoriaans koorboek in handschrift Antifonarium Tsgrooten uit 1552 (ter waarde van € 400 000) vervaardigd voor de abt van de Norbertijnenabdij Antonius Tsgrooten; bijzonder fraai handschrift door scribent Franciscus Van Weert met muzieknotatie en met penwerk versierde initialen; miniaturist is anoniem; in bruikleen gegeven aan de Vlaamse Erfgoedbibliotheek van de UGent die het werk digitaliseerde en alzo ontsloot op haar site voor een ruim publiek
- 2008: Paneel Oude man in een kroeg uit Adriaen Brouwers latere periode. Het werk meet 34,9 op 28 centimeter en stelt een oude man voor die zijn roes uitslaapt voor een kachel. Op de achtergrond tracht een caféganger een vrouw te versieren. Het werk werd in bruikleen aan het Museum voor Schone Kunsten te Antwerpen gegeven waar het een plaats zal vinden in een permanente opstelling Van Brouwer tot de Braekeleer. Aankoopprijs € 742 990,65.
- 2008: Schilderij Kinderen aan het ochtendtoilet (1886) van James Ensor; aankoopprijs € 2,8 miljoen; in bruikleen naar Museum voor Schone Kunsten Gent
- 2008: Drie zijpanelen van het retabel van de Heilige Nicolaas van Myra van de (anonieme) Meester van de Lucialegende voor het Groeningemuseum te Brugge; aankoopprijs € 442 687,-; door deze aankoop wordt het reeds door het museum in bezit zijnde middenpaneel aangevuld met drie zijpanelen; het vierde zijpaneel bevindt zich vermoedelijk in Spanje met onbekende locatie.